# Vimont
Vimont é uma comuna francesa na região administrativa da Normandia, no departamento Calvados. Estende-se por uma área de 9,04 km². Em 2010 a comuna tinha 796 habitantes (densidade: 88,1 hab./km²).